# Wielochowo

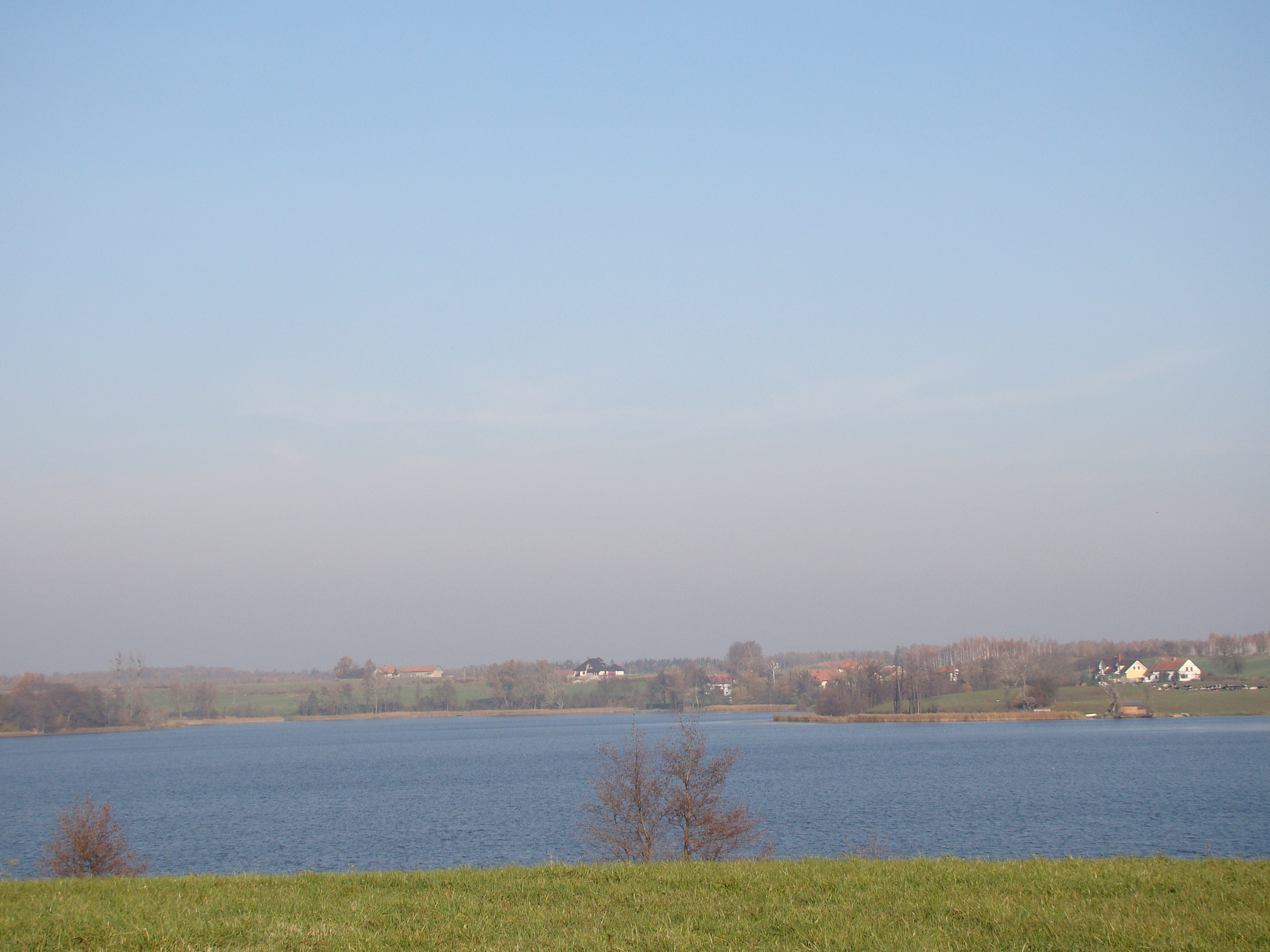
Der Jezioro Wielochowskie (Großendorfer See)

Wielochowo (deutsch Großendorf) ist ein Dorf in der polnischen Woiwodschaft Ermland-Masuren. Es gehört zur Landgemeinde Lidzbark Warmiński (Heilsberg) im Powiat Lidzbarski (Kreis Heilsberg).

## Geographische Lage
Wielochowo liegt am nach ihm benannten Großendorfer See (polnisch Jezioro Wielochowskie) im nördlichen Westen der Woiwodchaft Ermland-Masuren, fünf Kilometer nördlich der Kreisstadt Lidzbark Warmiński (Heilsberg). Zwei Kilometer nördlich liegt die Waldsiedlung Jagodów, einst „Försterei Großendorf“ genannt.

## Geschichte
Das einstige Grossendorf – die Schreibweise Großendorf erscheint erst vor 1871 – war ein weit gestreutes Dorf. Im Jahre 1874 wurde der Ort als eine Landgemeinde in den neu errichteten Amtsbezirk Heilsberg eingegliedert. Er gehörte  zum ostpreußischen Kreis Heilsberg im Regierungsbezirk Königsberg.
Im Jahre 1910 wies Großendorf 195 Einwohner auf. Ihre Zahl belief sich im Jahre 1933 auf 247 und im Jahre 1939 auf 251.
Als 1945 in Kriegsfolge des gesamte südliche Ostpreußen an Polen abgetreten wurde, erhielt Großendorf die polnische  Namensform „Wielochowo“. Der Ort gehört heute zur Gmina Lidzbark Warmiński (Landgemeinde Heilsberg) im Powiat Lidzbarski (Kreis Heilsberg), von 1975 bis 1998 der Woiwodschaft Olsztyn, seither der Woiwodschaft Ermland-Masuren zugehörig.

## Religion
Wielochowo gehörte heute wie Großendorf bis 1945 zur römisch-katholischen Pfarrei in Lidzbark Warmiński (Heilsberg), jetzt im Erzbistum Ermland gelegen.
Bis 1945 war Großendorf auch in die evangelische Kirche Heilsberg eingegliedert. Sie gehörte zur Kirchenprovinz Ostpreußen der Kirche der Altpreußischen Union. Heute ist Wielochowo der Diözese Masuren der Evangelisch-Ausburgischen Kirche in Polen zugeordnet.

## Verkehr
Wielochowo liegt an einer Nebenstraße, die nordwestlich von Lidzbark Warmiński von der polnischen Woiwodschaftsstraße 511 (hier im Abschnitt der einstigen deutschen Reichsstraße 134) abzweigt und über Jagoty (Jegothen) bis nach Burkarty (Borchertsdorf) führt. Zwie weitere Nebenstraßen – von Ignalin (Reimerswalde) bzw. Kotowo (Katzen) kommend – enden in Wielochowo.
Bis 1945 bestand über den Bahnhof in Heilsberg Anschluss an den Bahnverkehr. Die Bahnanlagen sind heute demontiert.